# Szlarnik maurytyjski
Szlarnik maurytyjski (Zosterops chloronothos) – gatunek małego ptaka z rodziny szlarników (Zosteropidae). Jest endemitem wyspy Mauritius. Według IUCN jest to gatunek krytycznie zagrożony.

## Systematyka
Gatunek ten po raz pierwszy zgodnie z zasadami nazewnictwa binominalnego opisał w 1817 roku Louis Pierre Vieillot w 9. tomie Nouveau dictionnaire d'histoire naturelle, appliquée aux arts, à l'agriculture, à l'économie rurale et domestique, à la médecine, etc. Nouvelle édition. Autor nadał gatunkowi nazwę Dicaeum chloronothos, nie wskazał miejsca typowego. Gatunek monotypowy. Często uważany za podgatunek szlarnika krzywodziobego (Zosterops olivaceus), ale ich głos i zachowania są różne.

### Etymologia
- Zosterops (Fosterops): gr. ζωστηρ zōstēr, ζωστηρος zōstēros „pas”; ωψ ōps, ωπος ōpos „oko”[9].
- chloronothos: gr. χλωρος khlōros „zielony”, gr. νοθος nothos „fałszywy”[10].

## Morfologia
Mały ptak o szpiczastym, zakrzywionym, stosunkowo długim ciemnobrązowym dziobie. Nogi i stopy od koloru rogowego do różowawego. Tęczówki ciemnobrązowe. Nie występuje dymorfizm płciowy. Obie płcie mają górne części ciała szare. Okolica dzioba czarna, czoło ciemnoszare, wokół oczu charakterystyczne białe obrączki oczne, przerwane czarną kropką od strony dzioba. Reszta głowy szara, podobnie jak kark i góra grzbietu, plecy i zad oliwkowozielone. Podgardle, gardło, szyja, pierś i górne części brzucha szare, jaśniejsze niż wierzch ciała, boki i brzuch szarawe z płowo-różowawym odcieniem. Pokrywy podogonowe żółtawe. Skrzydła oliwkowozielone z czarniawymi brzegami lotek. Ogon krótki, oliwkowozielony z czarnymi brzegami sterówek. Młode osobniki przypominają dorosłe. Długość ciała 10 cm, masa ciała 7,5–9 g.

## Zasięg występowania
Szlarnik maurytyjski występuje tylko na wyspie Mauritius oraz na leżącej u jej wybrzeży wysepce Île aux Aigrettes. Zasięg występowania (EOO, Extent of Occurrence) według szacunków organizacji BirdLife International obejmuje około 100 km², zaś obszar zajmowany (AOO, Area of Occupancy) tylko 32 km² w 8 lokalizacjach.

## Ekologia
Jego głównym habitatem są wyżynne lasy pierwotne z otwartymi jasnymi koronami o wysokości 15–20 m, częściowo zdegradowane przez introdukowane gatunki gujawy i czapetki jambos. Spotykany jest powyżej 300 m n.p.m., ale rzadko powyżej 600 m n.p.m. w bardzo wilgotnych lasach z niewielkimi skupiskami gujawy. Występuje także w lasach skarłowaciałych. Unika ogrodów i upraw. Jest gatunkiem osiadłym. Długość pokolenia jest określana na 3,5 roku.
Dieta tego gatunku składa się głównie z nektaru i owadów. Z owadów zjada głównie ważki (Odonata) i chrząszcze (Coleoptera), ich larwy i dorosłe owady do 2 cm długości. Nektar uzyskuje z ponad 40 różnych gatunków roślin. Wśród gatunków rodzimych wymienić można Bertiera zaluzania, Sideroxylon puberulum, Sideroxylon cinereum, Labourdonnaisia calophylloides i różne gatunki z rodzajów goździkowiec (Eugenia) i czapetka (Syzygium). Wśród gatunków introdukowanych wymienić należy kuflika cytrynowego (Melaleuca citrina) i czapetkę jambos (Syzygium jambos).

### Rozmnażanie
Sezon lęgowy przypada na okres od września do listopada. Gniazda buduje w rozwidleniu gałęzi drzew na wysokości 2–10 m nad poziomem gruntu. Gniazda w kształcie solidnej miseczki o wewnętrznej średnicy około 47 mm, zewnętrznie 63–80 mm, wysokości wewnętrznej 47 mm i zewnętrznej 65 mm. Gniazda zbudowane są z żyłek liści, posplatanych przy użyciu pajęczyny, wyścielone są włóknami, sierścią i piórami. W lęgu zazwyczaj 2, czasami 3 bladoniebieskie jaja. Obie płcie uczestniczą w wysiadywaniu jaj i karmieniu piskląt. Okres inkubacji 12–13 dni, pisklęta są w pełni opierzone po 14 dniach od wyklucia. Jak wykazały badania, sukces lęgowy szlarnika maurytyjskiego wynosi zaledwie 7–17%, z czego większość niepowodzeń lęgów jest spowodowana przez introdukowane drapieżniki – makaka krabożernego i szczura śniadego. Dużo wyższy sukces lęgowy gatunek ten osiąga na wysepce Île aux Aigrettes.

## Status zagrożenia
W Czerwonej księdze gatunków zagrożonych Międzynarodowej Unii Ochrony Przyrody gatunek ten został zaliczony do kategorii CR (ang. Critically Endangered – gatunek krytycznie zagrożony). Liczebność populacji jest szacowana na więcej niż 191, a mniej niż 327 dorosłych osobników. BirdLife International ocenia trend liczebności populacji jako silnie spadkowy; w 2016 roku szacowano, że gatunek ten wymrze w ciągu 50 lat, możliwe jednak, że nastąpi to znacznie szybciej.